# Bonnarpssjön
Bonnarpssjön är en sjö i Klippans kommun i Skåne och ingår i Rönne ås huvudavrinningsområde. Sjön är 4,7 meter djup, har en yta på 0,0392 kvadratkilometer och är belägen 42 meter över havet. Vid provfiske har abborre, gädda, mört och sutare fångats i sjön.

## Delavrinningsområde
Bonnarpssjön ingår i det delavrinningsområde (621940-133754) som SMHI kallar för Vid Q i Län punkt. Medelhöjden är 120 meter över havet och ytan är 44,16 kvadratkilometer. Det finns inga avrinningsområden uppströms utan avrinningsområdet är högsta punkten. Skärån som avvattnar avrinningsområdet har biflödesordning 2, vilket innebär att vattnet flödar genom totalt 2 vattendrag innan det når havet efter 48 kilometer. Avrinningsområdet består mestadels av skog (60 procent) och jordbruk (27 procent). Avrinningsområdet har 0,09 kvadratkilometer vattenytor vilket ger det en sjöprocent på 0,2 procent.